# 苏海尔·阿巴斯
苏海尔·阿巴斯（Sohail Abbas，1975年6月9日—），巴基斯坦男子曲棍球運動員，亦為巴基斯坦国家男子曲棍球队成員。

## 簡歷
2010年11月，苏海尔·阿巴斯代表巴基斯坦出戰廣州亞運會，參加曲棍球比賽，奪得金牌。